# Lista di asteroidi (351001-352000)
Di seguito una lista di asteroidi dal numero 351001 al 352000 con data di scoperta e scopritore.

## 351001-351100
| Nome     | Designazione provvisoria | Data di scoperta  | Scopritore                |
| -------- | ------------------------ | ----------------- | ------------------------- |
| 351001 - | 2003 HM42                | 28 aprile 2003    | LINEAR                    |
| 351002 - | 2003 HJ44                | 27 aprile 2003    | LONEOS                    |
| 351003 - | 2003 JC                  | 1º maggio 2003    | Spacewatch                |
| 351004 - | 2003 JE13                | 3 maggio 2003     | NEAT                      |
| 351005 - | 2003 KH4                 | 25 maggio 2003    | Spacewatch                |
| 351006 - | 2003 KX7                 | 23 maggio 2003    | Spacewatch                |
| 351007 - | 2003 MT1                 | 21 giugno 2003    | LONEOS                    |
| 351008 - | 2003 OZ27                | 24 luglio 2003    | NEAT                      |
| 351009 - | 2003 PQ1                 | 1º agosto 2003    | NEAT                      |
| 351010 - | 2003 QA28                | 20 agosto 2003    | NEAT                      |
| 351011 - | 2003 QX34                | 22 agosto 2003    | LINEAR                    |
| 351012 - | 2003 QF43                | 22 agosto 2003    | NEAT                      |
| 351013 - | 2003 QK52                | 23 agosto 2003    | LINEAR                    |
| 351014 - | 2003 QR55                | 23 agosto 2003    | LINEAR                    |
| 351015 - | 2003 QS71                | 28 luglio 2003    | NEAT                      |
| 351016 - | 2003 QM78                | 24 agosto 2003    | LINEAR                    |
| 351017 - | 2003 RZ4                 | 3 settembre 2003  | NEAT                      |
| 351018 - | 2003 RU18                | 15 settembre 2003 | LONEOS                    |
| 351019 - | 2003 RK20                | 15 settembre 2003 | LONEOS                    |
| 351020 - | 2003 SJ9                 | 17 settembre 2003 | NEAT                      |
| 351021 - | 2003 SK10                | 17 settembre 2003 | Spacewatch                |
| 351022 - | 2003 SV11                | 2 settembre 2003  | LINEAR                    |
| 351023 - | 2003 SH38                | 16 settembre 2003 | NEAT                      |
| 351024 - | 2003 SF40                | 16 settembre 2003 | NEAT                      |
| 351025 - | 2003 SW41                | 17 settembre 2003 | NEAT                      |
| 351026 - | 2003 SF53                | 19 settembre 2003 | NEAT                      |
| 351027 - | 2003 SS55                | 16 settembre 2003 | LONEOS                    |
| 351028 - | 2003 SX77                | 19 settembre 2003 | Spacewatch                |
| 351029 - | 2003 SP92                | 18 settembre 2003 | Spacewatch                |
| 351030 - | 2003 SD107               | 20 settembre 2003 | NEAT                      |
| 351031 - | 2003 SG111               | 17 settembre 2003 | NEAT                      |
| 351032 - | 2003 SN125               | 19 settembre 2003 | LINEAR                    |
| 351033 - | 2003 SY129               | 20 settembre 2003 | Spacewatch                |
| 351034 - | 2003 SS145               | 20 settembre 2003 | NEAT                      |
| 351035 - | 2003 SP148               | 16 settembre 2003 | Spacewatch                |
| 351036 - | 2003 SM157               | 5 settembre 2003  | Bickel, W.                |
| 351037 - | 2003 SH165               | 20 settembre 2003 | LONEOS                    |
| 351038 - | 2003 SY167               | 23 settembre 2003 | NEAT                      |
| 351039 - | 2003 SB170               | 22 settembre 2003 | NEAT                      |
| 351040 - | 2003 SC170               | 22 settembre 2003 | Sarneczky, K., Sipocz, B. |
| 351041 - | 2003 SU193               | 20 settembre 2003 | Spacewatch                |
| 351042 - | 2003 SX196               | 16 settembre 2003 | NEAT                      |
| 351043 - | 2003 SL207               | 21 settembre 2003 | CINEOS                    |
| 351044 - | 2003 SM208               | 23 settembre 2003 | NEAT                      |
| 351045 - | 2003 SU226               | 26 settembre 2003 | LINEAR                    |
| 351046 - | 2003 SR227               | 27 settembre 2003 | LINEAR                    |
| 351047 - | 2003 ST228               | 26 settembre 2003 | LINEAR                    |
| 351048 - | 2003 SQ240               | 27 settembre 2003 | Spacewatch                |
| 351049 - | 2003 SN244               | 25 settembre 2003 | NEAT                      |
| 351050 - | 2003 SG248               | 26 settembre 2003 | LINEAR                    |
| 351051 - | 2003 SM248               | 26 settembre 2003 | LINEAR                    |
| 351052 - | 2003 SU254               | 27 settembre 2003 | Spacewatch                |
| 351053 - | 2003 SM255               | 27 settembre 2003 | Spacewatch                |
| 351054 - | 2003 SW259               | 28 settembre 2003 | Spacewatch                |
| 351055 - | 2003 SV273               | 25 agosto 2003    | LINEAR                    |
| 351056 - | 2003 SP278               | 30 settembre 2003 | LINEAR                    |
| 351057 - | 2003 SA291               | 29 settembre 2003 | LINEAR                    |
| 351058 - | 2003 SH296               | 29 settembre 2003 | LONEOS                    |
| 351059 - | 2003 SK299               | 29 settembre 2003 | LONEOS                    |
| 351060 - | 2003 SW301               | 17 settembre 2003 | NEAT                      |
| 351061 - | 2003 SS324               | 17 settembre 2003 | Spacewatch                |
| 351062 - | 2003 SO335               | 26 settembre 2003 | Sloan Digital Sky Survey  |
| 351063 - | 2003 SG393               | 26 settembre 2003 | Sloan Digital Sky Survey  |
| 351064 - | 2003 SQ401               | 26 settembre 2003 | Sloan Digital Sky Survey  |
| 351065 - | 2003 SX405               | 27 settembre 2003 | Sloan Digital Sky Survey  |
| 351066 - | 2003 SJ428               | 17 settembre 2003 | Spacewatch                |
| 351067 - | 2003 SG430               | 30 settembre 2003 | Spacewatch                |
| 351068 - | 2003 TS13                | 5 ottobre 2003    | Spacewatch                |
| 351069 - | 2003 TY26                | 1º ottobre 2003   | Spacewatch                |
| 351070 - | 2003 TE59                | 15 ottobre 2003   | LONEOS                    |
| 351071 - | 2003 UY8                 | 16 ottobre 2003   | LINEAR                    |
| 351072 - | 2003 UF11                | 16 ottobre 2003   | LONEOS                    |
| 351073 - | 2003 UR11                | 20 ottobre 2003   | LINEAR                    |
| 351074 - | 2003 UW40                | 16 ottobre 2003   | LONEOS                    |
| 351075 - | 2003 UN51                | 18 ottobre 2003   | NEAT                      |
| 351076 - | 2003 UT51                | 18 ottobre 2003   | NEAT                      |
| 351077 - | 2003 UU53                | 18 ottobre 2003   | NEAT                      |
| 351078 - | 2003 UH55                | 18 ottobre 2003   | NEAT                      |
| 351079 - | 2003 US59                | 17 ottobre 2003   | LONEOS                    |
| 351080 - | 2003 UF65                | 16 ottobre 2003   | NEAT                      |
| 351081 - | 2003 UE77                | 17 ottobre 2003   | Spacewatch                |
| 351082 - | 2003 UC83                | 16 ottobre 2003   | LONEOS                    |
| 351083 - | 2003 UR86                | 18 ottobre 2003   | NEAT                      |
| 351084 - | 2003 UT106               | 18 ottobre 2003   | NEAT                      |
| 351085 - | 2003 UG112               | 20 ottobre 2003   | LINEAR                    |
| 351086 - | 2003 UC122               | 19 ottobre 2003   | LONEOS                    |
| 351087 - | 2003 UX125               | 20 ottobre 2003   | Spacewatch                |
| 351088 - | 2003 UH137               | 22 settembre 2003 | NEAT                      |
| 351089 - | 2003 UH172               | 3 ottobre 2003    | Spacewatch                |
| 351090 - | 2003 UV174               | 21 ottobre 2003   | Spacewatch                |
| 351091 - | 2003 UC178               | 21 ottobre 2003   | NEAT                      |
| 351092 - | 2003 UF204               | 21 ottobre 2003   | Spacewatch                |
| 351093 - | 2003 UW207               | 22 ottobre 2003   | Spacewatch                |
| 351094 - | 2003 UR223               | 22 ottobre 2003   | LINEAR                    |
| 351095 - | 2003 UO241               | 24 ottobre 2003   | LINEAR                    |
| 351096 - | 2003 UT243               | 24 ottobre 2003   | LINEAR                    |
| 351097 - | 2003 UM246               | 24 ottobre 2003   | LINEAR                    |
| 351098 - | 2003 UV247               | 24 ottobre 2003   | NEAT                      |
| 351099 - | 2003 UZ248               | 25 ottobre 2003   | LINEAR                    |
| 351100 - | 2003 UZ251               | 26 ottobre 2003   | CSS                       |

## 351101-351200
| Nome     | Designazione provvisoria | Data di scoperta | Scopritore               |
| -------- | ------------------------ | ---------------- | ------------------------ |
| 351101 - | 2003 UU263               | 27 ottobre 2003  | LINEAR                   |
| 351102 - | 2003 UW267               | 28 ottobre 2003  | LINEAR                   |
| 351103 - | 2003 UC272               | 28 ottobre 2003  | LINEAR                   |
| 351104 - | 2003 UP282               | 21 ottobre 2003  | LINEAR                   |
| 351105 - | 2003 UT317               | 17 ottobre 2003  | Sloan Digital Sky Survey |
| 351106 - | 2003 UH318               | 16 ottobre 2003  | NEAT                     |
| 351107 - | 2003 UX325               | 17 ottobre 2003  | Sloan Digital Sky Survey |
| 351108 - | 2003 UL334               | 18 ottobre 2003  | Sloan Digital Sky Survey |
| 351109 - | 2003 UX347               | 19 ottobre 2003  | Sloan Digital Sky Survey |
| 351110 - | 2003 UX352               | 19 ottobre 2003  | Sloan Digital Sky Survey |
| 351111 - | 2003 UK354               | 19 ottobre 2003  | Sloan Digital Sky Survey |
| 351112 - | 2003 UG378               | 22 ottobre 2003  | Sloan Digital Sky Survey |
| 351113 - | 2003 UC390               | 22 ottobre 2003  | Sloan Digital Sky Survey |
| 351114 - | 2003 UT393               | 22 ottobre 2003  | Buie, M. W.              |
| 351115 - | 2003 VN2                 | 14 novembre 2003 | NEAT                     |
| 351116 - | 2003 VV8                 | 15 novembre 2003 | Spacewatch               |
| 351117 - | 2003 WR2                 | 16 novembre 2003 | Spacewatch               |
| 351118 - | 2003 WE3                 | 19 ottobre 2003  | Spacewatch               |
| 351119 - | 2003 WT16                | 18 novembre 2003 | NEAT                     |
| 351120 - | 2003 WQ30                | 18 novembre 2003 | Spacewatch               |
| 351121 - | 2003 WE66                | 19 novembre 2003 | LINEAR                   |
| 351122 - | 2003 WA73                | 20 novembre 2003 | LINEAR                   |
| 351123 - | 2003 WE73                | 20 novembre 2003 | LINEAR                   |
| 351124 - | 2003 WJ80                | 20 novembre 2003 | LINEAR                   |
| 351125 - | 2003 WR82                | 19 novembre 2003 | NEAT                     |
| 351126 - | 2003 WF83                | 20 novembre 2003 | LINEAR                   |
| 351127 - | 2003 WZ85                | 20 novembre 2003 | LINEAR                   |
| 351128 - | 2003 WP86                | 21 novembre 2003 | LINEAR                   |
| 351129 - | 2003 WS92                | 19 novembre 2003 | LONEOS                   |
| 351130 - | 2003 WO101               | 21 novembre 2003 | CSS                      |
| 351131 - | 2003 WL112               | 14 novembre 2003 | NEAT                     |
| 351132 - | 2003 WP112               | 20 novembre 2003 | LINEAR                   |
| 351133 - | 2003 WY112               | 20 novembre 2003 | LINEAR                   |
| 351134 - | 2003 WK113               | 20 novembre 2003 | LINEAR                   |
| 351135 - | 2003 WX131               | 19 novembre 2003 | Spacewatch               |
| 351136 - | 2003 WM142               | 21 novembre 2003 | LINEAR                   |
| 351137 - | 2003 WE150               | 24 novembre 2003 | LONEOS                   |
| 351138 - | 2003 WX152               | 26 novembre 2003 | LINEAR                   |
| 351139 - | 2003 WX160               | 30 novembre 2003 | Spacewatch               |
| 351140 - | 2003 WB168               | 19 novembre 2003 | NEAT                     |
| 351141 - | 2003 WT170               | 21 novembre 2003 | CSS                      |
| 351142 - | 2003 XX15                | 14 dicembre 2003 | Spacewatch               |
| 351143 - | 2003 XX22                | 1º dicembre 2003 | Spacewatch               |
| 351144 - | 2003 XM36                | 3 dicembre 2003  | LINEAR                   |
| 351145 - | 2003 YR13                | 17 dicembre 2003 | Needville                |
| 351146 - | 2003 YB15                | 17 dicembre 2003 | LINEAR                   |
| 351147 - | 2003 YY19                | 17 dicembre 2003 | Spacewatch               |
| 351148 - | 2003 YG28                | 17 dicembre 2003 | NEAT                     |
| 351149 - | 2003 YE31                | 18 dicembre 2003 | LINEAR                   |
| 351150 - | 2003 YO44                | 19 dicembre 2003 | Spacewatch               |
| 351151 - | 2003 YC48                | 18 dicembre 2003 | LINEAR                   |
| 351152 - | 2003 YD52                | 18 dicembre 2003 | LINEAR                   |
| 351153 - | 2003 YE55                | 19 dicembre 2003 | LINEAR                   |
| 351154 - | 2003 YJ80                | 18 dicembre 2003 | LINEAR                   |
| 351155 - | 2003 YJ106               | 22 dicembre 2003 | LINEAR                   |
| 351156 - | 2003 YF133               | 28 dicembre 2003 | LINEAR                   |
| 351157 - | 2003 YW149               | 29 dicembre 2003 | LINEAR                   |
| 351158 - | 2003 YX160               | 17 dicembre 2003 | Spacewatch               |
| 351159 - | 2003 YF167               | 17 dicembre 2003 | Spacewatch               |
| 351160 - | 2003 YL169               | 18 dicembre 2003 | LINEAR                   |
| 351161 - | 2003 YT173               | 19 dicembre 2003 | Spacewatch               |
| 351162 - | 2003 YJ181               | 23 dicembre 2003 | LINEAR                   |
| 351163 - | 2004 AO6                 | 15 gennaio 2004  | Spacewatch               |
| 351164 - | 2004 AL12                | 13 gennaio 2004  | Spacewatch               |
| 351165 - | 2004 AG19                | 15 gennaio 2004  | Spacewatch               |
| 351166 - | 2004 BQ2                 | 16 gennaio 2004  | NEAT                     |
| 351167 - | 2004 BQ3                 | 16 gennaio 2004  | NEAT                     |
| 351168 - | 2004 BE5                 | 16 gennaio 2004  | NEAT                     |
| 351169 - | 2004 BO11                | 16 gennaio 2004  | NEAT                     |
| 351170 - | 2004 BH14                | 18 gennaio 2004  | Pla D'Arguines           |
| 351171 - | 2004 BX22                | 17 gennaio 2004  | NEAT                     |
| 351172 - | 2004 BO29                | 18 gennaio 2004  | NEAT                     |
| 351173 - | 2004 BH30                | 18 gennaio 2004  | NEAT                     |
| 351174 - | 2004 BE52                | 21 gennaio 2004  | LINEAR                   |
| 351175 - | 2004 BR52                | 21 gennaio 2004  | LINEAR                   |
| 351176 - | 2004 BP62                | 22 gennaio 2004  | LINEAR                   |
| 351177 - | 2004 BO64                | 22 gennaio 2004  | LINEAR                   |
| 351178 - | 2004 BM67                | 24 gennaio 2004  | LINEAR                   |
| 351179 - | 2004 BM76                | 24 gennaio 2004  | LINEAR                   |
| 351180 - | 2004 BE84                | 24 gennaio 2004  | LINEAR                   |
| 351181 - | 2004 BB98                | 27 gennaio 2004  | Spacewatch               |
| 351182 - | 2004 BP115               | 30 gennaio 2004  | LINEAR                   |
| 351183 - | 2004 BN117               | 28 gennaio 2004  | CSS                      |
| 351184 - | 2004 BJ150               | 17 gennaio 2004  | NEAT                     |
| 351185 - | 2004 CE1                 | 19 gennaio 2004  | LINEAR                   |
| 351186 - | 2004 CV28                | 12 febbraio 2004 | Spacewatch               |
| 351187 - | 2004 CB37                | 12 febbraio 2004 | NEAT                     |
| 351188 - | 2004 CF44                | 12 febbraio 2004 | Spacewatch               |
| 351189 - | 2004 CM56                | 14 febbraio 2004 | NEAT                     |
| 351190 - | 2004 CE67                | 15 febbraio 2004 | LINEAR                   |
| 351191 - | 2004 CF67                | 15 febbraio 2004 | LINEAR                   |
| 351192 - | 2004 CN70                | 12 febbraio 2004 | Spacewatch               |
| 351193 - | 2004 CH78                | 11 febbraio 2004 | NEAT                     |
| 351194 - | 2004 DH23                | 18 febbraio 2004 | CSS                      |
| 351195 - | 2004 DK24                | 19 febbraio 2004 | LINEAR                   |
| 351196 - | 2004 DO26                | 16 febbraio 2004 | Spacewatch               |
| 351197 - | 2004 DL49                | 19 febbraio 2004 | LINEAR                   |
| 351198 - | 2004 DD52                | 25 febbraio 2004 | LINEAR                   |
| 351199 - | 2004 DD56                | 12 febbraio 2004 | Spacewatch               |
| 351200 - | 2004 EQ69                | 15 marzo 2004    | Spacewatch               |

## 351201-351300
| Nome     | Designazione provvisoria | Data di scoperta  | Scopritore           |
| -------- | ------------------------ | ----------------- | -------------------- |
| 351201 - | 2004 FR61                | 19 marzo 2004     | LINEAR               |
| 351202 - | 2004 FL116               | 23 marzo 2004     | LINEAR               |
| 351203 - | 2004 FT130               | 22 marzo 2004     | LONEOS               |
| 351204 - | 2004 FB136               | 27 marzo 2004     | Spacewatch           |
| 351205 - | 2004 FE136               | 27 marzo 2004     | Spacewatch           |
| 351206 - | 2004 GP59                | 12 aprile 2004    | Siding Spring Survey |
| 351207 - | 2004 HL30                | 21 aprile 2004    | LINEAR               |
| 351208 - | 2004 HB47                | 22 aprile 2004    | LINEAR               |
| 351209 - | 2004 JY32                | 15 maggio 2004    | LINEAR               |
| 351210 - | 2004 JD40                | 25 aprile 2004    | Spacewatch           |
| 351211 - | 2004 LZ7                 | 11 giugno 2004    | LINEAR               |
| 351212 - | 2004 LM10                | 8 giugno 2004     | Spacewatch           |
| 351213 - | 2004 MM3                 | 18 giugno 2004    | Sarneczky, K.        |
| 351214 - | 2004 ND1                 | 7 luglio 2004     | CINEOS               |
| 351215 - | 2004 NQ3                 | 12 luglio 2004    | Broughton, J.        |
| 351216 - | 2004 NS22                | 11 luglio 2004    | LINEAR               |
| 351217 - | 2004 NP27                | 11 luglio 2004    | LINEAR               |
| 351218 - | 2004 OO7                 | 16 luglio 2004    | LINEAR               |
| 351219 - | 2004 OR9                 | 20 luglio 2004    | Broughton, J.        |
| 351220 - | 2004 PH2                 | 7 agosto 2004     | Broughton, J.        |
| 351221 - | 2004 PS6                 | 6 agosto 2004     | NEAT                 |
| 351222 - | 2004 PU6                 | 6 agosto 2004     | NEAT                 |
| 351223 - | 2004 PG7                 | 16 luglio 2004    | LINEAR               |
| 351224 - | 2004 PZ14                | 7 agosto 2004     | NEAT                 |
| 351225 - | 2004 PT27                | 9 agosto 2004     | Broughton, J.        |
| 351226 - | 2004 PU31                | 8 agosto 2004     | LINEAR               |
| 351227 - | 2004 PL36                | 9 agosto 2004     | LINEAR               |
| 351228 - | 2004 PS40                | 9 agosto 2004     | LINEAR               |
| 351229 - | 2004 PG48                | 8 agosto 2004     | LINEAR               |
| 351230 - | 2004 PM49                | 8 agosto 2004     | NEAT                 |
| 351231 - | 2004 PL52                | 8 agosto 2004     | LINEAR               |
| 351232 - | 2004 PF56                | 9 agosto 2004     | CINEOS               |
| 351233 - | 2004 PJ57                | 9 agosto 2004     | LINEAR               |
| 351234 - | 2004 PG74                | 8 agosto 2004     | LINEAR               |
| 351235 - | 2004 PW92                | 11 agosto 2004    | Young, J. W.         |
| 351236 - | 2004 PU94                | 10 agosto 2004    | CINEOS               |
| 351237 - | 2004 QL12                | 21 agosto 2004    | Siding Spring Survey |
| 351238 - | 2004 RE5                 | 4 settembre 2004  | NEAT                 |
| 351239 - | 2004 RR15                | 7 settembre 2004  | LINEAR               |
| 351240 - | 2004 RP17                | 7 settembre 2004  | LINEAR               |
| 351241 - | 2004 RA18                | 7 settembre 2004  | Spacewatch           |
| 351242 - | 2004 RH26                | 6 settembre 2004  | NEAT                 |
| 351243 - | 2004 RV34                | 7 settembre 2004  | LINEAR               |
| 351244 - | 2004 RY45                | 8 settembre 2004  | LINEAR               |
| 351245 - | 2004 RT51                | 8 settembre 2004  | LINEAR               |
| 351246 - | 2004 RP56                | 8 settembre 2004  | LINEAR               |
| 351247 - | 2004 RT57                | 8 settembre 2004  | LINEAR               |
| 351248 - | 2004 RH58                | 8 settembre 2004  | LINEAR               |
| 351249 - | 2004 RT58                | 8 settembre 2004  | LINEAR               |
| 351250 - | 2004 RK60                | 8 settembre 2004  | LINEAR               |
| 351251 - | 2004 RE68                | 8 settembre 2004  | LINEAR               |
| 351252 - | 2004 RO70                | 8 settembre 2004  | LINEAR               |
| 351253 - | 2004 RZ75                | 8 settembre 2004  | LINEAR               |
| 351254 - | 2004 RK76                | 8 settembre 2004  | LINEAR               |
| 351255 - | 2004 RS89                | 8 settembre 2004  | LINEAR               |
| 351256 - | 2004 RP95                | 8 settembre 2004  | LINEAR               |
| 351257 - | 2004 RT97                | 8 settembre 2004  | LINEAR               |
| 351258 - | 2004 RC102               | 8 settembre 2004  | LINEAR               |
| 351259 - | 2004 RB115               | 7 settembre 2004  | LINEAR               |
| 351260 - | 2004 RS137               | 8 settembre 2004  | LINEAR               |
| 351261 - | 2004 RA141               | 8 settembre 2004  | LINEAR               |
| 351262 - | 2004 RT176               | 10 settembre 2004 | LINEAR               |
| 351263 - | 2004 RL178               | 10 settembre 2004 | LINEAR               |
| 351264 - | 2004 RA181               | 10 settembre 2004 | LINEAR               |
| 351265 - | 2004 RW184               | 10 settembre 2004 | LINEAR               |
| 351266 - | 2004 RU189               | 10 settembre 2004 | LINEAR               |
| 351267 - | 2004 RT192               | 10 settembre 2004 | LINEAR               |
| 351268 - | 2004 RB196               | 10 settembre 2004 | LINEAR               |
| 351269 - | 2004 RD204               | 12 settembre 2004 | LINEAR               |
| 351270 - | 2004 RM204               | 12 settembre 2004 | LINEAR               |
| 351271 - | 2004 RU225               | 9 settembre 2004  | LINEAR               |
| 351272 - | 2004 RT231               | 9 settembre 2004  | Spacewatch           |
| 351273 - | 2004 RQ238               | 15 agosto 2004    | CINEOS               |
| 351274 - | 2004 RH271               | 11 settembre 2004 | Spacewatch           |
| 351275 - | 2004 RR312               | 15 settembre 2004 | 7300                 |
| 351276 - | 2004 RG335               | 15 settembre 2004 | Spacewatch           |
| 351277 - | 2004 RC346               | 13 settembre 2004 | LINEAR               |
| 351278 - | 2004 SB20                | 21 settembre 2004 | LINEAR               |
| 351279 - | 2004 SJ20                | 17 settembre 2004 | Yeung, W. K. Y.      |
| 351280 - | 2004 SE34                | 17 settembre 2004 | LINEAR               |
| 351281 - | 2004 SX38                | 17 settembre 2004 | LINEAR               |
| 351282 - | 2004 SH56                | 16 settembre 2004 | LONEOS               |
| 351283 - | 2004 TE                  | 2 ottobre 2004    | Needville            |
| 351284 - | 2004 TH4                 | 4 ottobre 2004    | Spacewatch           |
| 351285 - | 2004 TX12                | 7 ottobre 2004    | Tucker, R. A.        |
| 351286 - | 2004 TE13                | 7 ottobre 2004    | LINEAR               |
| 351287 - | 2004 TW18                | 8 ottobre 2004    | LINEAR               |
| 351288 - | 2004 TU23                | 4 ottobre 2004    | Spacewatch           |
| 351289 - | 2004 TN47                | 4 ottobre 2004    | Spacewatch           |
| 351290 - | 2004 TX61                | 5 ottobre 2004    | LONEOS               |
| 351291 - | 2004 TW81                | 5 ottobre 2004    | Spacewatch           |
| 351292 - | 2004 TG89                | 5 ottobre 2004    | Spacewatch           |
| 351293 - | 2004 TV104               | 7 ottobre 2004    | Spacewatch           |
| 351294 - | 2004 TX105               | 8 settembre 2004  | LINEAR               |
| 351295 - | 2004 TA116               | 3 ottobre 2004    | NEAT                 |
| 351296 - | 2004 TU122               | 7 ottobre 2004    | LINEAR               |
| 351297 - | 2004 TC123               | 7 ottobre 2004    | LONEOS               |
| 351298 - | 2004 TE124               | 7 ottobre 2004    | LINEAR               |
| 351299 - | 2004 TJ129               | 7 ottobre 2004    | LINEAR               |
| 351300 - | 2004 TE139               | 9 ottobre 2004    | LONEOS               |

## 351301-351400
| Nome     | Designazione provvisoria | Data di scoperta  | Scopritore        |
| -------- | ------------------------ | ----------------- | ----------------- |
| 351301 - | 2004 TM192               | 7 ottobre 2004    | Spacewatch        |
| 351302 - | 2004 TB193               | 7 ottobre 2004    | Spacewatch        |
| 351303 - | 2004 TE195               | 7 ottobre 2004    | Spacewatch        |
| 351304 - | 2004 TH203               | 7 ottobre 2004    | Spacewatch        |
| 351305 - | 2004 TU213               | 9 ottobre 2004    | Spacewatch        |
| 351306 - | 2004 TY280               | 10 ottobre 2004   | Spacewatch        |
| 351307 - | 2004 TN285               | 8 ottobre 2004    | Spacewatch        |
| 351308 - | 2004 TJ309               | 10 ottobre 2004   | LINEAR            |
| 351309 - | 2004 TA310               | 10 ottobre 2004   | Spacewatch        |
| 351310 - | 2004 TV332               | 9 ottobre 2004    | Spacewatch        |
| 351311 - | 2004 TQ342               | 13 ottobre 2004   | Spacewatch        |
| 351312 - | 2004 TM343               | 14 ottobre 2004   | LINEAR            |
| 351313 - | 2004 TG348               | 4 ottobre 2004    | Spacewatch        |
| 351314 - | 2004 TG367               | 6 ottobre 2004    | Spacewatch        |
| 351315 - | 2004 TL369               | 8 ottobre 2004    | Spacewatch        |
| 351316 - | 2004 UY2                 | 21 settembre 2004 | LONEOS            |
| 351317 - | 2004 UD4                 | 16 ottobre 2004   | LINEAR            |
| 351318 - | 2004 UC8                 | 21 ottobre 2004   | LINEAR            |
| 351319 - | 2004 VT2                 | 3 novembre 2004   | Spacewatch        |
| 351320 - | 2004 VW16                | 4 novembre 2004   | CSS               |
| 351321 - | 2004 VG27                | 5 novembre 2004   | Spacewatch        |
| 351322 - | 2004 VV29                | 3 novembre 2004   | Spacewatch        |
| 351323 - | 2004 VO33                | 3 novembre 2004   | Spacewatch        |
| 351324 - | 2004 VN46                | 4 novembre 2004   | Spacewatch        |
| 351325 - | 2004 VA58                | 7 ottobre 2004    | Spacewatch        |
| 351326 - | 2004 VW72                | 5 novembre 2004   | LONEOS            |
| 351327 - | 2004 VR75                | 12 novembre 2004  | CSS               |
| 351328 - | 2004 WL10                | 19 novembre 2004  | LINEAR            |
| 351329 - | 2004 XM2                 | 1º dicembre 2004  | NEAT              |
| 351330 - | 2004 XH12                | 8 dicembre 2004   | LINEAR            |
| 351331 - | 2004 XH29                | 10 dicembre 2004  | CSS               |
| 351332 - | 2004 XH41                | 10 dicembre 2004  | Junk Bond         |
| 351333 - | 2004 XV48                | 10 dicembre 2004  | Spacewatch        |
| 351334 - | 2004 XZ88                | 10 dicembre 2004  | Spacewatch        |
| 351335 - | 2004 XB102               | 10 dicembre 2004  | CSS               |
| 351336 - | 2004 XM102               | 1º dicembre 2004  | CSS               |
| 351337 - | 2004 XQ140               | 13 dicembre 2004  | Spacewatch        |
| 351338 - | 2004 XR163               | 15 dicembre 2004  | Spacewatch        |
| 351339 - | 2004 XF183               | 3 dicembre 2004   | Spacewatch        |
| 351340 - | 2004 YC5                 | 20 dicembre 2004  | LINEAR            |
| 351341 - | 2005 AY5                 | 6 gennaio 2005    | CSS               |
| 351342 - | 2005 AZ8                 | 7 gennaio 2005    | LINEAR            |
| 351343 - | 2005 AS21                | 6 gennaio 2005    | CSS               |
| 351344 - | 2005 AD24                | 7 gennaio 2005    | CSS               |
| 351345 - | 2005 AO27                | 13 gennaio 2005   | LINEAR            |
| 351346 - | 2005 AX30                | 9 gennaio 2005    | CSS               |
| 351347 - | 2005 AO40                | 15 gennaio 2005   | LINEAR            |
| 351348 - | 2005 AC46                | 15 gennaio 2005   | LONEOS            |
| 351349 - | 2005 AT48                | 13 gennaio 2005   | Spacewatch        |
| 351350 - | 2005 AV53                | 13 gennaio 2005   | Spacewatch        |
| 351351 - | 2005 AV65                | 13 gennaio 2005   | Spacewatch        |
| 351352 - | 2005 AP76                | 15 gennaio 2005   | Spacewatch        |
| 351353 - | 2005 BA                  | 16 gennaio 2005   | Lowe, A.          |
| 351354 - | 2005 BZ6                 | 16 gennaio 2005   | LINEAR            |
| 351355 - | 2005 BE20                | 16 gennaio 2005   | LINEAR            |
| 351356 - | 2005 BJ23                | 16 gennaio 2005   | Spacewatch        |
| 351357 - | 2005 BV24                | 17 gennaio 2005   | LINEAR            |
| 351358 - | 2005 BQ38                | 16 gennaio 2005   | Veillet, C.       |
| 351359 - | 2005 BX48                | 19 gennaio 2005   | Spacewatch        |
| 351360 - | 2005 CF2                 | 1º febbraio 2005  | CSS               |
| 351361 - | 2005 CO3                 | 1º febbraio 2005  | Spacewatch        |
| 351362 - | 2005 CX7                 | 1º febbraio 2005  | CSS               |
| 351363 - | 2005 CZ7                 | 1º febbraio 2005  | CSS               |
| 351364 - | 2005 CX11                | 1º febbraio 2005  | CSS               |
| 351365 - | 2005 CN19                | 2 febbraio 2005   | CSS               |
| 351366 - | 2005 CQ31                | 1º febbraio 2005  | Spacewatch        |
| 351367 - | 2005 CD40                | 5 febbraio 2005   | Bickel, W.        |
| 351368 - | 2005 CR61                | 9 febbraio 2005   | Spacewatch        |
| 351369 - | 2005 CY67                | 2 febbraio 2005   | LINEAR            |
| 351370 - | 2005 EY                  | 1º marzo 2005     | LINEAR            |
| 351371 - | 2005 EM11                | 2 marzo 2005      | CSS               |
| 351372 - | 2005 EU11                | 2 marzo 2005      | CSS               |
| 351373 - | 2005 ER24                | 3 marzo 2005      | CSS               |
| 351374 - | 2005 EM26                | 3 marzo 2005      | CSS               |
| 351375 - | 2005 EB41                | 1º marzo 2005     | CSS               |
| 351376 - | 2005 EJ61                | 4 marzo 2005      | CSS               |
| 351377 - | 2005 EU66                | 4 marzo 2005      | Mt. Lemmon Survey |
| 351378 - | 2005 EM67                | 4 marzo 2005      | Spacewatch        |
| 351379 - | 2005 EX67                | 4 marzo 2005      | Mt. Lemmon Survey |
| 351380 - | 2005 ER68                | 7 marzo 2005      | LINEAR            |
| 351381 - | 2005 EL84                | 4 marzo 2005      | LINEAR            |
| 351382 - | 2005 ER87                | 4 marzo 2005      | Mt. Lemmon Survey |
| 351383 - | 2005 EX91                | 8 marzo 2005      | LONEOS            |
| 351384 - | 2005 EL94                | 3 marzo 2005      | CSS               |
| 351385 - | 2005 EL129               | 9 marzo 2005      | Spacewatch        |
| 351386 - | 2005 EB133               | 9 marzo 2005      | CSS               |
| 351387 - | 2005 EX136               | 9 marzo 2005      | Mt. Lemmon Survey |
| 351388 - | 2005 EQ159               | 9 marzo 2005      | Mt. Lemmon Survey |
| 351389 - | 2005 EO174               | 8 marzo 2005      | Spacewatch        |
| 351390 - | 2005 EN182               | 9 marzo 2005      | LONEOS            |
| 351391 - | 2005 EO198               | 11 marzo 2005     | Mt. Lemmon Survey |
| 351392 - | 2005 EQ198               | 11 marzo 2005     | Mt. Lemmon Survey |
| 351393 - | 2005 ES215               | 8 marzo 2005      | LINEAR            |
| 351394 - | 2005 EM222               | 11 marzo 2005     | Spacewatch        |
| 351395 - | 2005 EU224               | 9 marzo 2005      | CSS               |
| 351396 - | 2005 ES230               | 10 marzo 2005     | Mt. Lemmon Survey |
| 351397 - | 2005 ET234               | 10 marzo 2005     | Mt. Lemmon Survey |
| 351398 - | 2005 EP240               | 17 gennaio 2005   | Spacewatch        |
| 351399 - | 2005 ET240               | 11 marzo 2005     | Mt. Lemmon Survey |
| 351400 - | 2005 EY241               | 11 marzo 2005     | CSS               |

## 351401-351500
| Nome     | Designazione provvisoria | Data di scoperta | Scopritore           |
| -------- | ------------------------ | ---------------- | -------------------- |
| 351401 - | 2005 EA246               | 12 marzo 2005    | Spacewatch           |
| 351402 - | 2005 ET250               | 9 marzo 2005     | LINEAR               |
| 351403 - | 2005 ES253               | 11 marzo 2005    | LINEAR               |
| 351404 - | 2005 EA263               | 13 marzo 2005    | Spacewatch           |
| 351405 - | 2005 EB265               | 13 marzo 2005    | Spacewatch           |
| 351406 - | 2005 FS                  | 16 marzo 2005    | LINEAR               |
| 351407 - | 2005 FZ7                 | 30 marzo 2005    | CSS                  |
| 351408 - | 2005 FN11                | 17 marzo 2005    | CSS                  |
| 351409 - | 2005 FP12                | 16 marzo 2005    | CSS                  |
| 351410 - | 2005 FO14                | 16 marzo 2005    | LONEOS               |
| 351411 - | 2005 GB2                 | 1º aprile 2005   | CSS                  |
| 351412 - | 2005 GD7                 | 1º aprile 2005   | Spacewatch           |
| 351413 - | 2005 GJ7                 | 1º aprile 2005   | Spacewatch           |
| 351414 - | 2005 GT7                 | 1º aprile 2005   | LONEOS               |
| 351415 - | 2005 GR22                | 4 aprile 2005    | Endate, K.           |
| 351416 - | 2005 GZ23                | 2 aprile 2005    | Mt. Lemmon Survey    |
| 351417 - | 2005 GJ25                | 2 aprile 2005    | Mt. Lemmon Survey    |
| 351418 - | 2005 GE33                | 3 aprile 2005    | NEAT                 |
| 351419 - | 2005 GF37                | 2 aprile 2005    | CSS                  |
| 351420 - | 2005 GE38                | 3 aprile 2005    | NEAT                 |
| 351421 - | 2005 GU40                | 4 aprile 2005    | Mt. Lemmon Survey    |
| 351422 - | 2005 GA43                | 18 marzo 2005    | CSS                  |
| 351423 - | 2005 GL45                | 5 aprile 2005    | NEAT                 |
| 351424 - | 2005 GL48                | 5 aprile 2005    | Mt. Lemmon Survey    |
| 351425 - | 2005 GT65                | 2 aprile 2005    | CSS                  |
| 351426 - | 2005 GC66                | 10 marzo 2005    | Mt. Lemmon Survey    |
| 351427 - | 2005 GN80                | 7 aprile 2005    | Spacewatch           |
| 351428 - | 2005 GX104               | 10 aprile 2005   | Spacewatch           |
| 351429 - | 2005 GV111               | 5 aprile 2005    | CSS                  |
| 351430 - | 2005 GD119               | 11 aprile 2005   | LONEOS               |
| 351431 - | 2005 GR122               | 6 aprile 2005    | Mt. Lemmon Survey    |
| 351432 - | 2005 GO150               | 11 aprile 2005   | Spacewatch           |
| 351433 - | 2005 GD160               | 12 aprile 2005   | Spacewatch           |
| 351434 - | 2005 GD163               | 9 aprile 2005    | Spacewatch           |
| 351435 - | 2005 GK173               | 14 aprile 2005   | Spacewatch           |
| 351436 - | 2005 GJ210               | 9 aprile 2005    | CSS                  |
| 351437 - | 2005 GS227               | 6 aprile 2005    | Mt. Lemmon Survey    |
| 351438 - | 2005 HG1                 | 16 aprile 2005   | Spacewatch           |
| 351439 - | 2005 HD2                 | 16 aprile 2005   | Spacewatch           |
| 351440 - | 2005 HX2                 | 17 aprile 2005   | Spacewatch           |
| 351441 - | 2005 JY8                 | 4 maggio 2005    | Veillet, C.          |
| 351442 - | 2005 JD16                | 3 maggio 2005    | LINEAR               |
| 351443 - | 2005 JR35                | 4 maggio 2005    | Spacewatch           |
| 351444 - | 2005 JP54                | 4 maggio 2005    | Spacewatch           |
| 351445 - | 2005 JL78                | 10 maggio 2005   | Spacewatch           |
| 351446 - | 2005 JB103               | 9 maggio 2005    | CSS                  |
| 351447 - | 2005 JV108               | 14 maggio 2005   | CSS                  |
| 351448 - | 2005 JS118               | 10 maggio 2005   | Spacewatch           |
| 351449 - | 2005 JA141               | 14 maggio 2005   | Spacewatch           |
| 351450 - | 2005 JN141               | 14 maggio 2005   | Mt. Lemmon Survey    |
| 351451 - | 2005 JO160               | 8 maggio 2005    | Spacewatch           |
| 351452 - | 2005 JW160               | 8 maggio 2005    | Spacewatch           |
| 351453 - | 2005 KY10                | 30 maggio 2005   | Siding Spring Survey |
| 351454 - | 2005 KW13                | 19 maggio 2005   | Mt. Lemmon Survey    |
| 351455 - | 2005 LU8                 | 1º giugno 2005   | Spacewatch           |
| 351456 - | 2005 LB28                | 9 giugno 2005    | CSS                  |
| 351457 - | 2005 MA22                | 30 giugno 2005   | Spacewatch           |
| 351458 - | 2005 MJ22                | 30 giugno 2005   | Spacewatch           |
| 351459 - | 2005 MB28                | 29 giugno 2005   | Spacewatch           |
| 351460 - | 2005 MF36                | 30 giugno 2005   | Spacewatch           |
| 351461 - | 2005 MO39                | 29 giugno 2005   | NEAT                 |
| 351462 - | 2005 NL10                | 3 luglio 2005    | Mt. Lemmon Survey    |
| 351463 - | 2005 NH30                | 4 luglio 2005    | Spacewatch           |
| 351464 - | 2005 NG35                | 5 luglio 2005    | Spacewatch           |
| 351465 - | 2005 NB40                | 3 luglio 2005    | Mt. Lemmon Survey    |
| 351466 - | 2005 NZ65                | 1º luglio 2005   | Spacewatch           |
| 351467 - | 2005 NX94                | 6 luglio 2005    | Spacewatch           |
| 351468 - | 2005 NY122               | 4 luglio 2005    | NEAT                 |
| 351469 - | 2005 OG1                 | 19 luglio 2005   | NEAT                 |
| 351470 - | 2005 OU8                 | 29 luglio 2005   | NEAT                 |
| 351471 - | 2005 PU8                 | 4 agosto 2005    | NEAT                 |
| 351472 - | 2005 PW11                | 4 agosto 2005    | NEAT                 |
| 351473 - | 2005 PW21                | 6 agosto 2005    | NEAT                 |
| 351474 - | 2005 PW23                | 6 agosto 2005    | NEAT                 |
| 351475 - | 2005 PH27                | 10 agosto 2005   | Wiegert, P. A.       |
| 351476 - | 2005 QQ7                 | 24 agosto 2005   | NEAT                 |
| 351477 - | 2005 QU13                | 24 agosto 2005   | NEAT                 |
| 351478 - | 2005 QG18                | 25 agosto 2005   | NEAT                 |
| 351479 - | 2005 QU35                | 25 agosto 2005   | NEAT                 |
| 351480 - | 2005 QV39                | 26 agosto 2005   | NEAT                 |
| 351481 - | 2005 QQ59                | 25 agosto 2005   | NEAT                 |
| 351482 - | 2005 QJ79                | 26 agosto 2005   | LONEOS               |
| 351483 - | 2005 QY95                | 27 agosto 2005   | NEAT                 |
| 351484 - | 2005 QC97                | 27 agosto 2005   | NEAT                 |
| 351485 - | 2005 QO100               | 27 agosto 2005   | NEAT                 |
| 351486 - | 2005 QJ102               | 27 agosto 2005   | NEAT                 |
| 351487 - | 2005 QE103               | 27 agosto 2005   | NEAT                 |
| 351488 - | 2005 QK103               | 27 agosto 2005   | NEAT                 |
| 351489 - | 2005 QZ110               | 27 agosto 2005   | NEAT                 |
| 351490 - | 2005 QL112               | 27 agosto 2005   | NEAT                 |
| 351491 - | 2005 QO119               | 28 agosto 2005   | Spacewatch           |
| 351492 - | 2005 QW125               | 28 agosto 2005   | Spacewatch           |
| 351493 - | 2005 QH128               | 28 agosto 2005   | Spacewatch           |
| 351494 - | 2005 QT147               | 28 agosto 2005   | Siding Spring Survey |
| 351495 - | 2005 QZ149               | 27 agosto 2005   | Spacewatch           |
| 351496 - | 2005 QR153               | 27 agosto 2005   | NEAT                 |
| 351497 - | 2005 QQ163               | 30 agosto 2005   | Spacewatch           |
| 351498 - | 2005 QC166               | 31 agosto 2005   | NEAT                 |
| 351499 - | 2005 QN167               | 27 agosto 2005   | NEAT                 |
| 351500 - | 2005 QN182               | 28 agosto 2005   | Spacewatch           |

## 351501-351600
| Nome     | Designazione provvisoria | Data di scoperta  | Scopritore        |
| -------- | ------------------------ | ----------------- | ----------------- |
| 351501 - | 2005 QQ188               | 27 agosto 2005    | NEAT              |
| 351502 - | 2005 RA4                 | 3 settembre 2005  | NEAT              |
| 351503 - | 2005 RS7                 | 8 settembre 2005  | LINEAR            |
| 351504 - | 2005 RY13                | 1º settembre 2005 | Spacewatch        |
| 351505 - | 2005 RW14                | 1º settembre 2005 | Spacewatch        |
| 351506 - | 2005 RQ26                | 8 settembre 2005  | LINEAR            |
| 351507 - | 2005 RK29                | 12 settembre 2005 | Healy, D.         |
| 351508 - | 2005 RN33                | 13 settembre 2005 | CSS               |
| 351509 - | 2005 RS33                | 12 settembre 2005 | Healy, D.         |
| 351510 - | 2005 RF41                | 31 agosto 2005    | Spacewatch        |
| 351511 - | 2005 RR44                | 1º settembre 2005 | NEAT              |
| 351512 - | 2005 RH46                | 14 settembre 2005 | Becker, A. C.     |
| 351513 - | 2005 SH43                | 24 settembre 2005 | Spacewatch        |
| 351514 - | 2005 SW47                | 24 settembre 2005 | Spacewatch        |
| 351515 - | 2005 SV54                | 25 settembre 2005 | Spacewatch        |
| 351516 - | 2005 SN67                | 27 settembre 2005 | Spacewatch        |
| 351517 - | 2005 ST74                | 24 settembre 2005 | Spacewatch        |
| 351518 - | 2005 SO84                | 24 settembre 2005 | Spacewatch        |
| 351519 - | 2005 SF103               | 25 settembre 2005 | NEAT              |
| 351520 - | 2005 SH108               | 26 settembre 2005 | Spacewatch        |
| 351521 - | 2005 SL118               | 28 settembre 2005 | NEAT              |
| 351522 - | 2005 SQ118               | 28 settembre 2005 | NEAT              |
| 351523 - | 2005 SC119               | 28 settembre 2005 | NEAT              |
| 351524 - | 2005 SO126               | 29 settembre 2005 | Mt. Lemmon Survey |
| 351525 - | 2005 SY129               | 29 settembre 2005 | LONEOS            |
| 351526 - | 2005 SY130               | 29 settembre 2005 | Mt. Lemmon Survey |
| 351527 - | 2005 SG137               | 24 settembre 2005 | Spacewatch        |
| 351528 - | 2005 SU140               | 25 settembre 2005 | Spacewatch        |
| 351529 - | 2005 SJ141               | 25 settembre 2005 | Spacewatch        |
| 351530 - | 2005 SF166               | 28 settembre 2005 | NEAT              |
| 351531 - | 2005 SC173               | 29 settembre 2005 | Spacewatch        |
| 351532 - | 2005 SA188               | 29 settembre 2005 | Mt. Lemmon Survey |
| 351533 - | 2005 SL193               | 29 settembre 2005 | Spacewatch        |
| 351534 - | 2005 SM194               | 31 agosto 2005    | Spacewatch        |
| 351535 - | 2005 SS194               | 30 settembre 2005 | Spacewatch        |
| 351536 - | 2005 SC195               | 30 settembre 2005 | NEAT              |
| 351537 - | 2005 SP212               | 30 settembre 2005 | Mt. Lemmon Survey |
| 351538 - | 2005 SD220               | 29 settembre 2005 | CSS               |
| 351539 - | 2005 SS250               | 23 settembre 2005 | CSS               |
| 351540 - | 2005 SD259               | 24 settembre 2005 | Spacewatch        |
| 351541 - | 2005 SC263               | 23 settembre 2005 | Spacewatch        |
| 351542 - | 2005 TY6                 | 1º ottobre 2005   | CSS               |
| 351543 - | 2005 TP10                | 2 ottobre 2005    | NEAT              |
| 351544 - | 2005 TD13                | 2 ottobre 2005    | Mt. Lemmon Survey |
| 351545 - | 2005 TE15                | 4 ottobre 2005    | NEAT              |
| 351546 - | 2005 TA29                | 2 ottobre 2005    | LONEOS            |
| 351547 - | 2005 TF36                | 1º ottobre 2005   | Spacewatch        |
| 351548 - | 2005 TN72                | 5 ottobre 2005    | CSS               |
| 351549 - | 2005 TJ73                | 6 ottobre 2005    | CSS               |
| 351550 - | 2005 TX73                | 7 ottobre 2005    | LONEOS            |
| 351551 - | 2005 TY97                | 6 ottobre 2005    | Mt. Lemmon Survey |
| 351552 - | 2005 TK100               | 26 settembre 2005 | Spacewatch        |
| 351553 - | 2005 TB113               | 7 ottobre 2005    | Spacewatch        |
| 351554 - | 2005 TT132               | 7 marzo 2003      | Spacewatch        |
| 351555 - | 2005 TK134               | 10 ottobre 2005   | CSS               |
| 351556 - | 2005 TW146               | 8 ottobre 2005    | Spacewatch        |
| 351557 - | 2005 TN148               | 8 ottobre 2005    | Spacewatch        |
| 351558 - | 2005 TO177               | 4 ottobre 2005    | NEAT              |
| 351559 - | 2005 TA193               | 11 ottobre 2005   | Becker, A. C.     |
| 351560 - | 2005 TJ194               | 1º ottobre 2005   | Spacewatch        |
| 351561 - | 2005 UR23                | 23 ottobre 2005   | Spacewatch        |
| 351562 - | 2005 UY53                | 23 ottobre 2005   | CSS               |
| 351563 - | 2005 UU60                | 25 ottobre 2005   | Mt. Lemmon Survey |
| 351564 - | 2005 UJ143               | 25 ottobre 2005   | Mt. Lemmon Survey |
| 351565 - | 2005 UD157               | 27 ottobre 2005   | Mt. Lemmon Survey |
| 351566 - | 2005 UU164               | 24 ottobre 2005   | Spacewatch        |
| 351567 - | 2005 UR178               | 24 ottobre 2005   | Spacewatch        |
| 351568 - | 2005 UN180               | 24 ottobre 2005   | Spacewatch        |
| 351569 - | 2005 UU221               | 25 ottobre 2005   | Spacewatch        |
| 351570 - | 2005 UQ240               | 25 ottobre 2005   | Spacewatch        |
| 351571 - | 2005 UA244               | 25 ottobre 2005   | Spacewatch        |
| 351572 - | 2005 UH246               | 27 ottobre 2005   | Spacewatch        |
| 351573 - | 2005 UF251               | 23 ottobre 2005   | CSS               |
| 351574 - | 2005 UU271               | 28 ottobre 2005   | Spacewatch        |
| 351575 - | 2005 UB280               | 24 ottobre 2005   | Spacewatch        |
| 351576 - | 2005 UE283               | 26 ottobre 2005   | Spacewatch        |
| 351577 - | 2005 UO290               | 26 ottobre 2005   | Spacewatch        |
| 351578 - | 2005 UB317               | 27 ottobre 2005   | Mt. Lemmon Survey |
| 351579 - | 2005 UF326               | 29 ottobre 2005   | Mt. Lemmon Survey |
| 351580 - | 2005 UY352               | 29 ottobre 2005   | CSS               |
| 351581 - | 2005 UR358               | 24 ottobre 2005   | Spacewatch        |
| 351582 - | 2005 UC364               | 27 ottobre 2005   | Spacewatch        |
| 351583 - | 2005 UQ428               | 28 ottobre 2005   | Spacewatch        |
| 351584 - | 2005 UQ438               | 28 ottobre 2005   | LINEAR            |
| 351585 - | 2005 UL455               | 29 ottobre 2005   | CSS               |
| 351586 - | 2005 UT456               | 30 ottobre 2005   | NEAT              |
| 351587 - | 2005 UJ457               | 31 ottobre 2005   | CSS               |
| 351588 - | 2005 UA481               | 25 ottobre 2005   | LINEAR            |
| 351589 - | 2005 UT485               | 22 ottobre 2005   | NEAT              |
| 351590 - | 2005 UF488               | 23 ottobre 2005   | CSS               |
| 351591 - | 2005 UH496               | 26 ottobre 2005   | NEAT              |
| 351592 - | 2005 UA510               | 23 ottobre 2005   | CSS               |
| 351593 - | 2005 UT511               | 28 ottobre 2005   | Spacewatch        |
| 351594 - | 2005 UR513               | 22 ottobre 2005   | Spacewatch        |
| 351595 - | 2005 UW514               | 20 ottobre 2005   | Becker, A. C.     |
| 351596 - | 2005 US524               | 26 ottobre 2005   | Spacewatch        |
| 351597 - | 2005 UW524               | 31 ottobre 2005   | CSS               |
| 351598 - | 2005 UO527               | 25 ottobre 2005   | CSS               |
| 351599 - | 2005 VK16                | 3 novembre 2005   | LINEAR            |
| 351600 - | 2005 VT32                | 4 novembre 2005   | Spacewatch        |

## 351601-351700
| Nome     | Designazione provvisoria | Data di scoperta  | Scopritore               |
| -------- | ------------------------ | ----------------- | ------------------------ |
| 351601 - | 2005 VX82                | 3 novembre 2005   | Mt. Lemmon Survey        |
| 351602 - | 2005 VU87                | 6 novembre 2005   | Spacewatch               |
| 351603 - | 2005 VH102               | 1º novembre 2005  | LONEOS                   |
| 351604 - | 2005 VL112               | 8 novembre 2005   | LINEAR                   |
| 351605 - | 2005 VP113               | 10 novembre 2005  | Spacewatch               |
| 351606 - | 2005 VG114               | 10 novembre 2005  | Mt. Lemmon Survey        |
| 351607 - | 2005 VF119               | 4 novembre 2005   | Mt. Lemmon Survey        |
| 351608 - | 2005 VZ124               | 7 novembre 2005   | Mauna Kea                |
| 351609 - | 2005 VO127               | 30 settembre 2005 | Spacewatch               |
| 351610 - | 2005 VS130               | 1º novembre 2005  | Becker, A. C.            |
| 351611 - | 2005 VG133               | 1º novembre 2005  | Becker, A. C.            |
| 351612 - | 2005 VS133               | 1º novembre 2005  | Becker, A. C.            |
| 351613 - | 2005 WR11                | 22 novembre 2005  | Spacewatch               |
| 351614 - | 2005 WL51                | 25 novembre 2005  | Spacewatch               |
| 351615 - | 2005 WU55                | 26 novembre 2005  | Mt. Lemmon Survey        |
| 351616 - | 2005 WQ98                | 28 novembre 2005  | LINEAR                   |
| 351617 - | 2005 WT103               | 28 novembre 2005  | LINEAR                   |
| 351618 - | 2005 WQ104               | 28 novembre 2005  | CSS                      |
| 351619 - | 2005 WA139               | 26 novembre 2005  | Mt. Lemmon Survey        |
| 351620 - | 2005 WC160               | 30 novembre 2005  | Mt. Lemmon Survey        |
| 351621 - | 2005 WA174               | 30 novembre 2005  | LINEAR                   |
| 351622 - | 2005 WF179               | 21 novembre 2005  | LONEOS                   |
| 351623 - | 2005 WU193               | 28 novembre 2005  | CSS                      |
| 351624 - | 2005 WL195               | 25 novembre 2005  | CSS                      |
| 351625 - | 2005 WE204               | 26 novembre 2005  | Mt. Lemmon Survey        |
| 351626 - | 2005 WK204               | 30 novembre 2005  | Mt. Lemmon Survey        |
| 351627 - | 2005 XW7                 | 1º dicembre 2005  | Spacewatch               |
| 351628 - | 2005 XO26                | 4 dicembre 2005   | Mt. Lemmon Survey        |
| 351629 - | 2005 XG37                | 4 dicembre 2005   | Spacewatch               |
| 351630 - | 2005 XQ64                | 7 dicembre 2005   | LINEAR                   |
| 351631 - | 2005 XQ71                | 6 dicembre 2005   | Spacewatch               |
| 351632 - | 2005 XO86                | 8 dicembre 2005   | Spacewatch               |
| 351633 - | 2005 YT5                 | 21 dicembre 2005  | Spacewatch               |
| 351634 - | 2005 YH16                | 22 dicembre 2005  | Spacewatch               |
| 351635 - | 2005 YT22                | 24 dicembre 2005  | Spacewatch               |
| 351636 - | 2005 YQ23                | 24 dicembre 2005  | Spacewatch               |
| 351637 - | 2005 YG34                | 24 dicembre 2005  | Spacewatch               |
| 351638 - | 2005 YF45                | 25 dicembre 2005  | Spacewatch               |
| 351639 - | 2005 YA53                | 22 dicembre 2005  | Spacewatch               |
| 351640 - | 2005 YL57                | 24 dicembre 2005  | Spacewatch               |
| 351641 - | 2005 YY69                | 1º aprile 2003    | Sloan Digital Sky Survey |
| 351642 - | 2005 YK70                | 26 dicembre 2005  | Spacewatch               |
| 351643 - | 2005 YM78                | 24 dicembre 2005  | Spacewatch               |
| 351644 - | 2005 YS78                | 24 dicembre 2005  | Spacewatch               |
| 351645 - | 2005 YP80                | 24 dicembre 2005  | Spacewatch               |
| 351646 - | 2005 YD91                | 26 dicembre 2005  | Mt. Lemmon Survey        |
| 351647 - | 2005 YO106               | 25 dicembre 2005  | Spacewatch               |
| 351648 - | 2005 YO115               | 25 dicembre 2005  | Spacewatch               |
| 351649 - | 2005 YY123               | 25 dicembre 2005  | Spacewatch               |
| 351650 - | 2005 YG127               | 28 dicembre 2005  | Spacewatch               |
| 351651 - | 2005 YJ130               | 24 dicembre 2005  | Spacewatch               |
| 351652 - | 2005 YA131               | 25 dicembre 2005  | Mt. Lemmon Survey        |
| 351653 - | 2005 YL151               | 25 dicembre 2005  | Spacewatch               |
| 351654 - | 2005 YT155               | 25 dicembre 2005  | CSS                      |
| 351655 - | 2005 YA161               | 27 dicembre 2005  | Spacewatch               |
| 351656 - | 2005 YF166               | 26 dicembre 2005  | Mt. Lemmon Survey        |
| 351657 - | 2005 YZ168               | 30 dicembre 2005  | Spacewatch               |
| 351658 - | 2005 YU192               | 30 dicembre 2005  | Spacewatch               |
| 351659 - | 2005 YF193               | 30 dicembre 2005  | Spacewatch               |
| 351660 - | 2005 YJ205               | 26 dicembre 2005  | Mt. Lemmon Survey        |
| 351661 - | 2005 YW205               | 27 dicembre 2005  | Spacewatch               |
| 351662 - | 2005 YC246               | 30 dicembre 2005  | Spacewatch               |
| 351663 - | 2005 YH249               | 28 dicembre 2005  | Spacewatch               |
| 351664 - | 2006 AP2                 | 5 gennaio 2006    | Lowe, A.                 |
| 351665 - | 2006 AA12                | 4 gennaio 2006    | Spacewatch               |
| 351666 - | 2006 AE23                | 4 gennaio 2006    | Spacewatch               |
| 351667 - | 2006 AD32                | 5 gennaio 2006    | LINEAR                   |
| 351668 - | 2006 AG37                | 4 gennaio 2006    | Spacewatch               |
| 351669 - | 2006 AZ39                | 7 gennaio 2006    | Mt. Lemmon Survey        |
| 351670 - | 2006 AZ42                | 6 gennaio 2006    | Spacewatch               |
| 351671 - | 2006 AB49                | 5 gennaio 2006    | Spacewatch               |
| 351672 - | 2006 AQ50                | 5 gennaio 2006    | Spacewatch               |
| 351673 - | 2006 AL64                | 7 gennaio 2006    | Mt. Lemmon Survey        |
| 351674 - | 2006 AY64                | 8 gennaio 2006    | Spacewatch               |
| 351675 - | 2006 AA66                | 8 gennaio 2006    | Mt. Lemmon Survey        |
| 351676 - | 2006 AX72                | 7 gennaio 2006    | Spacewatch               |
| 351677 - | 2006 AM78                | 11 gennaio 2006   | Young, J. W.             |
| 351678 - | 2006 AB89                | 5 gennaio 2006    | Mt. Lemmon Survey        |
| 351679 - | 2006 BK20                | 22 gennaio 2006   | Mt. Lemmon Survey        |
| 351680 - | 2006 BL21                | 5 gennaio 2006    | Mt. Lemmon Survey        |
| 351681 - | 2006 BG27                | 20 gennaio 2006   | CSS                      |
| 351682 - | 2006 BH30                | 20 gennaio 2006   | Spacewatch               |
| 351683 - | 2006 BQ32                | 21 gennaio 2006   | Spacewatch               |
| 351684 - | 2006 BK33                | 21 gennaio 2006   | Spacewatch               |
| 351685 - | 2006 BL36                | 23 gennaio 2006   | Spacewatch               |
| 351686 - | 2006 BJ38                | 23 gennaio 2006   | Spacewatch               |
| 351687 - | 2006 BL46                | 23 gennaio 2006   | Mt. Lemmon Survey        |
| 351688 - | 2006 BQ46                | 23 gennaio 2006   | Mt. Lemmon Survey        |
| 351689 - | 2006 BV58                | 23 gennaio 2006   | Spacewatch               |
| 351690 - | 2006 BA59                | 23 gennaio 2006   | Mt. Lemmon Survey        |
| 351691 - | 2006 BL67                | 23 gennaio 2006   | Spacewatch               |
| 351692 - | 2006 BL82                | 23 gennaio 2006   | Mt. Lemmon Survey        |
| 351693 - | 2006 BC85                | 25 gennaio 2006   | Spacewatch               |
| 351694 - | 2006 BK85                | 25 gennaio 2006   | Spacewatch               |
| 351695 - | 2006 BE86                | 25 gennaio 2006   | Spacewatch               |
| 351696 - | 2006 BM134               | 27 gennaio 2006   | Mt. Lemmon Survey        |
| 351697 - | 2006 BT134               | 27 gennaio 2006   | Mt. Lemmon Survey        |
| 351698 - | 2006 BG140               | 21 gennaio 2006   | Mt. Lemmon Survey        |
| 351699 - | 2006 BB141               | 23 gennaio 2006   | Mt. Lemmon Survey        |
| 351700 - | 2006 BT155               | 25 gennaio 2006   | Spacewatch               |

## 351701-351800
| Nome          | Designazione provvisoria | Data di scoperta | Scopritore                |
| ------------- | ------------------------ | ---------------- | ------------------------- |
| 351701 -      | 2006 BU156               | 25 gennaio 2006  | Spacewatch                |
| 351702 -      | 2006 BG160               | 26 gennaio 2006  | Spacewatch                |
| 351703 -      | 2006 BS162               | 26 gennaio 2006  | Mt. Lemmon Survey         |
| 351704 -      | 2006 BV164               | 26 gennaio 2006  | Spacewatch                |
| 351705 -      | 2006 BE190               | 28 gennaio 2006  | Spacewatch                |
| 351706 -      | 2006 BS193               | 30 gennaio 2006  | Spacewatch                |
| 351707 -      | 2006 BB215               | 24 gennaio 2006  | LONEOS                    |
| 351708 -      | 2006 BJ218               | 27 gennaio 2006  | Mt. Lemmon Survey         |
| 351709 -      | 2006 BM218               | 27 gennaio 2006  | Mt. Lemmon Survey         |
| 351710 -      | 2006 BF222               | 30 gennaio 2006  | Spacewatch                |
| 351711 -      | 2006 BY222               | 30 gennaio 2006  | Spacewatch                |
| 351712 -      | 2006 BE224               | 30 gennaio 2006  | Spacewatch                |
| 351713 -      | 2006 BC226               | 30 gennaio 2006  | Spacewatch                |
| 351714 -      | 2006 BT226               | 30 gennaio 2006  | CSS                       |
| 351715 -      | 2006 BC230               | 31 gennaio 2006  | Spacewatch                |
| 351716 -      | 2006 BM242               | 31 gennaio 2006  | Spacewatch                |
| 351717 -      | 2006 BC245               | 31 gennaio 2006  | Spacewatch                |
| 351718 -      | 2006 BA249               | 31 gennaio 2006  | Spacewatch                |
| 351719 -      | 2006 BG260               | 31 gennaio 2006  | Spacewatch                |
| 351720 -      | 2006 BY261               | 31 gennaio 2006  | Spacewatch                |
| 351721 -      | 2006 BR264               | 31 gennaio 2006  | Spacewatch                |
| 351722 -      | 2006 BV268               | 8 agosto 2004    | NEAT                      |
| 351723 -      | 2006 BS274               | 23 gennaio 2006  | Spacewatch                |
| 351724 -      | 2006 BB276               | 30 gennaio 2006  | Spacewatch                |
| 351725 -      | 2006 BE281               | 30 gennaio 2006  | Spacewatch                |
| 351726 -      | 2006 CV5                 | 1º febbraio 2006 | Mt. Lemmon Survey         |
| 351727 -      | 2006 CF25                | 2 febbraio 2006  | Spacewatch                |
| 351728 -      | 2006 CH37                | 2 febbraio 2006  | Mt. Lemmon Survey         |
| 351729 -      | 2006 CC40                | 2 febbraio 2006  | Mt. Lemmon Survey         |
| 351730 -      | 2006 CV45                | 3 febbraio 2006  | Spacewatch                |
| 351731 -      | 2006 CN49                | 3 febbraio 2006  | LINEAR                    |
| 351732 -      | 2006 CL61                | 2 febbraio 2006  | CSS                       |
| 351733 -      | 2006 CP67                | 1º febbraio 2006 | Spacewatch                |
| 351734 -      | 2006 DT3                 | 20 febbraio 2006 | CSS                       |
| 351735 -      | 2006 DW5                 | 20 febbraio 2006 | CSS                       |
| 351736 -      | 2006 DC10                | 21 febbraio 2006 | CSS                       |
| 351737 -      | 2006 DL10                | 20 febbraio 2006 | Spacewatch                |
| 351738 -      | 2006 DD23                | 5 maggio 2003    | Spacewatch                |
| 351739 -      | 2006 DY42                | 20 febbraio 2006 | Spacewatch                |
| 351740 -      | 2006 DH51                | 24 febbraio 2006 | Spacewatch                |
| 351741 -      | 2006 DO51                | 24 febbraio 2006 | Spacewatch                |
| 351742 -      | 2006 DD68                | 24 febbraio 2006 | CSS                       |
| 351743 -      | 2006 DB74                | 23 febbraio 2006 | Spacewatch                |
| 351744 -      | 2006 DK84                | 24 febbraio 2006 | Spacewatch                |
| 351745 -      | 2006 DV107               | 25 febbraio 2006 | Spacewatch                |
| 351746 -      | 2006 DV108               | 25 febbraio 2006 | Spacewatch                |
| 351747 -      | 2006 DH112               | 27 febbraio 2006 | Mt. Lemmon Survey         |
| 351748 -      | 2006 DL116               | 27 febbraio 2006 | Spacewatch                |
| 351749 -      | 2006 DS120               | 22 febbraio 2006 | LONEOS                    |
| 351750 -      | 2006 DH125               | 25 febbraio 2006 | Spacewatch                |
| 351751 -      | 2006 DU126               | 25 febbraio 2006 | Spacewatch                |
| 351752 -      | 2006 DR132               | 25 febbraio 2006 | Spacewatch                |
| 351753 -      | 2006 DO146               | 25 febbraio 2006 | Spacewatch                |
| 351754 -      | 2006 DH149               | 25 febbraio 2006 | Spacewatch                |
| 351755 -      | 2006 DZ156               | 27 febbraio 2006 | Spacewatch                |
| 351756 -      | 2006 DT159               | 27 febbraio 2006 | Spacewatch                |
| 351757 -      | 2006 DR165               | 27 febbraio 2006 | Spacewatch                |
| 351758 -      | 2006 DP178               | 27 febbraio 2006 | Mt. Lemmon Survey         |
| 351759 -      | 2006 DY187               | 27 febbraio 2006 | Spacewatch                |
| 351760 -      | 2006 DN195               | 20 febbraio 2006 | Spacewatch                |
| 351761 -      | 2006 DM196               | 23 febbraio 2006 | LONEOS                    |
| 351762 -      | 2006 DB202               | 23 gennaio 2006  | Spacewatch                |
| 351763 -      | 2006 DS208               | 25 febbraio 2006 | Spacewatch                |
| 351764 -      | 2006 DJ211               | 24 febbraio 2006 | Spacewatch                |
| 351765 -      | 2006 DN211               | 24 febbraio 2006 | Mt. Lemmon Survey         |
| 351766 -      | 2006 EM3                 | 2 marzo 2006     | Spacewatch                |
| 351767 -      | 2006 EK5                 | 2 marzo 2006     | Spacewatch                |
| 351768 -      | 2006 EA21                | 3 marzo 2006     | Spacewatch                |
| 351769 -      | 2006 EF52                | 4 marzo 2006     | Spacewatch                |
| 351770 -      | 2006 ER55                | 5 marzo 2006     | Spacewatch                |
| 351771 -      | 2006 EX55                | 5 marzo 2006     | Spacewatch                |
| 351772 -      | 2006 EC69                | 2 marzo 2006     | Buie, M. W.               |
| 351773 -      | 2006 FV13                | 23 marzo 2006    | Spacewatch                |
| 351774 -      | 2006 FE41                | 26 marzo 2006    | Mt. Lemmon Survey         |
| 351775 -      | 2006 GW7                 | 2 aprile 2006    | Spacewatch                |
| 351776 -      | 2006 GH24                | 2 aprile 2006    | Spacewatch                |
| 351777 -      | 2006 GK29                | 2 aprile 2006    | Spacewatch                |
| 351778 -      | 2006 GQ44                | 2 aprile 2006    | Mt. Lemmon Survey         |
| 351779 -      | 2006 GH46                | 8 aprile 2006    | Spacewatch                |
| 351780 -      | 2006 HN                  | 18 aprile 2006   | Spacewatch                |
| 351781 -      | 2006 HW                  | 18 aprile 2006   | Spacewatch                |
| 351782 -      | 2006 HX                  | 18 aprile 2006   | Spacewatch                |
| 351783 -      | 2006 HU1                 | 18 aprile 2006   | NEAT                      |
| 351784 -      | 2006 HZ11                | 19 aprile 2006   | Spacewatch                |
| 351785 Reguly | 2006 HL18                | 21 aprile 2006   | Piszkesteto               |
| 351786 -      | 2006 HT27                | 20 aprile 2006   | Spacewatch                |
| 351787 -      | 2006 HP31                | 18 aprile 2006   | NEAT                      |
| 351788 -      | 2006 HB34                | 25 marzo 2006    | Spacewatch                |
| 351789 -      | 2006 HB43                | 24 aprile 2006   | Mt. Lemmon Survey         |
| 351790 -      | 2006 HW46                | 20 aprile 2006   | Spacewatch                |
| 351791 -      | 2006 HB52                | 24 aprile 2006   | Nakanishi, A., Futaba, F. |
| 351792 -      | 2006 HP53                | 19 aprile 2006   | CSS                       |
| 351793 -      | 2006 HP72                | 25 aprile 2006   | Spacewatch                |
| 351794 -      | 2006 HH74                | 25 aprile 2006   | Spacewatch                |
| 351795 -      | 2006 HH84                | 26 aprile 2006   | Spacewatch                |
| 351796 -      | 2006 HT144               | 27 aprile 2006   | Buie, M. W.               |
| 351797 -      | 2006 JV23                | 3 maggio 2006    | Mt. Lemmon Survey         |
| 351798 -      | 2006 JZ42                | 2 maggio 2006    | Mt. Lemmon Survey         |
| 351799 -      | 2006 JT45                | 8 maggio 2006    | Mt. Lemmon Survey         |
| 351800 -      | 2006 JG56                | 18 aprile 2006   | CSS                       |

## 351801-351900
| Nome     | Designazione provvisoria | Data di scoperta  | Scopritore               |
| -------- | ------------------------ | ----------------- | ------------------------ |
| 351801 - | 2006 KW23                | 6 aprile 2006     | Siding Spring Survey     |
| 351802 - | 2006 KG29                | 20 maggio 2006    | Spacewatch               |
| 351803 - | 2006 KG45                | 21 maggio 2006    | Spacewatch               |
| 351804 - | 2006 KD46                | 21 maggio 2006    | Mt. Lemmon Survey        |
| 351805 - | 2006 KF57                | 22 maggio 2006    | Spacewatch               |
| 351806 - | 2006 KP68                | 20 maggio 2006    | Mt. Lemmon Survey        |
| 351807 - | 2006 KH74                | 23 maggio 2006    | Spacewatch               |
| 351808 - | 2006 KU86                | 27 maggio 2006    | Siding Spring Survey     |
| 351809 - | 2006 KN96                | 25 maggio 2006    | Spacewatch               |
| 351810 - | 2006 KD141               | 24 maggio 2006    | NEAT                     |
| 351811 - | 2006 LM4                 | 11 giugno 2006    | NEAT                     |
| 351812 - | 2006 LZ7                 | 7 giugno 2006     | Siding Spring Survey     |
| 351813 - | 2006 MW12                | 19 giugno 2006    | LINEAR                   |
| 351814 - | 2006 OK7                 | 18 luglio 2006    | Mt. Lemmon Survey        |
| 351815 - | 2006 OF15                | 30 luglio 2006    | Siding Spring Survey     |
| 351816 - | 2006 OZ21                | 21 luglio 2006    | Mt. Lemmon Survey        |
| 351817 - | 2006 PC7                 | 12 agosto 2006    | NEAT                     |
| 351818 - | 2006 PP7                 | 12 agosto 2006    | NEAT                     |
| 351819 - | 2006 PH12                | 13 agosto 2006    | NEAT                     |
| 351820 - | 2006 PK12                | 13 agosto 2006    | NEAT                     |
| 351821 - | 2006 PR19                | 13 agosto 2006    | NEAT                     |
| 351822 - | 2006 PG25                | 13 agosto 2006    | NEAT                     |
| 351823 - | 2006 PB32                | 15 agosto 2006    | NEAT                     |
| 351824 - | 2006 PG32                | 15 agosto 2006    | NEAT                     |
| 351825 - | 2006 PS32                | 15 agosto 2006    | Siding Spring Survey     |
| 351826 - | 2006 PF40                | 14 agosto 2006    | NEAT                     |
| 351827 - | 2006 QQ26                | 19 agosto 2006    | Spacewatch               |
| 351828 - | 2006 QX30                | 21 agosto 2006    | LINEAR                   |
| 351829 - | 2006 QY40                | 17 agosto 2006    | NEAT                     |
| 351830 - | 2006 QY45                | 19 agosto 2006    | NEAT                     |
| 351831 - | 2006 QN49                | 22 agosto 2006    | NEAT                     |
| 351832 - | 2006 QD51                | 23 agosto 2006    | LINEAR                   |
| 351833 - | 2006 QV71                | 21 agosto 2006    | Spacewatch               |
| 351834 - | 2006 QC95                | 16 agosto 2006    | NEAT                     |
| 351835 - | 2006 QS100               | 25 agosto 2006    | LINEAR                   |
| 351836 - | 2006 QK102               | 19 agosto 2006    | Spacewatch               |
| 351837 - | 2006 QJ103               | 19 agosto 2006    | Spacewatch               |
| 351838 - | 2006 QQ103               | 27 agosto 2006    | Spacewatch               |
| 351839 - | 2006 QV110               | 30 agosto 2006    | Lowe, A.                 |
| 351840 - | 2006 QX117               | 27 agosto 2006    | LONEOS                   |
| 351841 - | 2006 QB120               | 29 agosto 2006    | Spacewatch               |
| 351842 - | 2006 QF136               | 29 agosto 2006    | LONEOS                   |
| 351843 - | 2006 QQ138               | 16 agosto 2006    | NEAT                     |
| 351844 - | 2006 QF139               | 17 agosto 2006    | NEAT                     |
| 351845 - | 2006 QX158               | 19 agosto 2006    | Spacewatch               |
| 351846 - | 2006 QN180               | 23 agosto 2006    | Buie, M. W.              |
| 351847 - | 2006 RZ2                 | 14 settembre 2006 | Eskridge                 |
| 351848 - | 2006 RZ10                | 12 settembre 2006 | CSS                      |
| 351849 - | 2006 RO21                | 15 settembre 2006 | Spacewatch               |
| 351850 - | 2006 RM22                | 11 settembre 2006 | CSS                      |
| 351851 - | 2006 RP23                | 13 settembre 2006 | NEAT                     |
| 351852 - | 2006 RC29                | 15 settembre 2006 | Spacewatch               |
| 351853 - | 2006 RD29                | 15 settembre 2006 | Spacewatch               |
| 351854 - | 2006 RR31                | 15 settembre 2006 | Spacewatch               |
| 351855 - | 2006 RA34                | 12 settembre 2006 | CSS                      |
| 351856 - | 2006 RS41                | 14 settembre 2006 | Spacewatch               |
| 351857 - | 2006 RP75                | 15 settembre 2006 | Spacewatch               |
| 351858 - | 2006 RO97                | 15 settembre 2006 | Spacewatch               |
| 351859 - | 2006 RT104               | 14 settembre 2006 | Jarnac                   |
| 351860 - | 2006 RC121               | 15 settembre 2006 | Spacewatch               |
| 351861 - | 2006 SX                  | 17 settembre 2006 | CSS                      |
| 351862 - | 2006 SZ                  | 22 luglio 2006    | Mt. Lemmon Survey        |
| 351863 - | 2006 SZ1                 | 16 settembre 2006 | CSS                      |
| 351864 - | 2006 SP2                 | 16 settembre 2006 | Spacewatch               |
| 351865 - | 2006 SF24                | 16 settembre 2006 | CSS                      |
| 351866 - | 2006 SA26                | 16 settembre 2006 | CSS                      |
| 351867 - | 2006 SL32                | 17 settembre 2006 | Spacewatch               |
| 351868 - | 2006 SA38                | 18 settembre 2006 | Spacewatch               |
| 351869 - | 2006 ST42                | 18 settembre 2006 | CSS                      |
| 351870 - | 2006 SP50                | 16 settembre 2006 | NEAT                     |
| 351871 - | 2006 SH69                | 19 settembre 2006 | Spacewatch               |
| 351872 - | 2006 ST72                | 19 settembre 2006 | Spacewatch               |
| 351873 - | 2006 SS77                | 21 settembre 2006 | Sheridan, E.             |
| 351874 - | 2006 SB80                | 18 settembre 2006 | Spacewatch               |
| 351875 - | 2006 SK81                | 18 settembre 2006 | Spacewatch               |
| 351876 - | 2006 SO84                | 18 settembre 2006 | Spacewatch               |
| 351877 - | 2006 SP84                | 19 agosto 2001    | Buie, M. W.              |
| 351878 - | 2006 ST93                | 18 settembre 2006 | Spacewatch               |
| 351879 - | 2006 ST111               | 7 marzo 2003      | Sloan Digital Sky Survey |
| 351880 - | 2006 SR130               | 17 settembre 2006 | CSS                      |
| 351881 - | 2006 SH139               | 21 settembre 2006 | LONEOS                   |
| 351882 - | 2006 SQ139               | 21 settembre 2006 | LONEOS                   |
| 351883 - | 2006 SJ147               | 19 settembre 2006 | Spacewatch               |
| 351884 - | 2006 ST151               | 19 settembre 2006 | Spacewatch               |
| 351885 - | 2006 SA164               | 25 settembre 2006 | Spacewatch               |
| 351886 - | 2006 SO189               | 26 settembre 2006 | Spacewatch               |
| 351887 - | 2006 SO194               | 26 settembre 2006 | Mt. Lemmon Survey        |
| 351888 - | 2006 SQ202               | 25 settembre 2006 | Spacewatch               |
| 351889 - | 2006 SA211               | 26 settembre 2006 | Mt. Lemmon Survey        |
| 351890 - | 2006 SU216               | 27 settembre 2006 | Spacewatch               |
| 351891 - | 2006 SZ216               | 27 settembre 2006 | Spacewatch               |
| 351892 - | 2006 SL220               | 17 settembre 2006 | Spacewatch               |
| 351893 - | 2006 SZ223               | 25 settembre 2006 | Mt. Lemmon Survey        |
| 351894 - | 2006 SU229               | 21 luglio 2006    | Mt. Lemmon Survey        |
| 351895 - | 2006 SU230               | 26 settembre 2006 | Spacewatch               |
| 351896 - | 2006 SN237               | 26 settembre 2006 | Spacewatch               |
| 351897 - | 2006 SF241               | 26 settembre 2006 | Spacewatch               |
| 351898 - | 2006 SE242               | 26 settembre 2006 | Spacewatch               |
| 351899 - | 2006 SZ249               | 26 settembre 2006 | Spacewatch               |
| 351900 - | 2006 SS252               | 26 settembre 2006 | Spacewatch               |

## 351901-352000
| Nome             | Designazione provvisoria | Data di scoperta  | Scopritore        |
| ---------------- | ------------------------ | ----------------- | ----------------- |
| 351901 -         | 2006 SO261               | 26 settembre 2006 | Mt. Lemmon Survey |
| 351902 -         | 2006 SK262               | 26 settembre 2006 | Mt. Lemmon Survey |
| 351903 -         | 2006 SY291               | 24 settembre 2006 | CSS               |
| 351904 -         | 2006 SA292               | 25 settembre 2006 | CSS               |
| 351905 -         | 2006 ST310               | 27 settembre 2006 | Spacewatch        |
| 351906 -         | 2006 SD317               | 27 settembre 2006 | Spacewatch        |
| 351907 -         | 2006 SR324               | 27 settembre 2006 | Spacewatch        |
| 351908 -         | 2006 SA332               | 28 settembre 2006 | Mt. Lemmon Survey |
| 351909 -         | 2006 SL354               | 30 settembre 2006 | CSS               |
| 351910 -         | 2006 SP355               | 30 settembre 2006 | Mt. Lemmon Survey |
| 351911 -         | 2006 SO356               | 30 settembre 2006 | CSS               |
| 351912 -         | 2006 SM357               | 30 settembre 2006 | CSS               |
| 351913 -         | 2006 SM358               | 30 settembre 2006 | Spacewatch        |
| 351914 -         | 2006 SH374               | 16 settembre 2006 | Becker, A. C.     |
| 351915 -         | 2006 SX374               | 16 settembre 2006 | Becker, A. C.     |
| 351916 -         | 2006 SB377               | 17 settembre 2006 | Becker, A. C.     |
| 351917 -         | 2006 SL382               | 28 settembre 2006 | Becker, A. C.     |
| 351918 -         | 2006 SB386               | 29 settembre 2006 | Becker, A. C.     |
| 351919 -         | 2006 SL386               | 29 settembre 2006 | Becker, A. C.     |
| 351920 -         | 2006 SE387               | 30 settembre 2006 | Becker, A. C.     |
| 351921 -         | 2006 SO388               | 30 settembre 2006 | Becker, A. C.     |
| 351922 -         | 2006 SC389               | 30 settembre 2006 | Becker, A. C.     |
| 351923 -         | 2006 SQ389               | 30 settembre 2006 | Becker, A. C.     |
| 351924 -         | 2006 SK404               | 30 settembre 2006 | Mt. Lemmon Survey |
| 351925 -         | 2006 SO407               | 28 settembre 2006 | Mt. Lemmon Survey |
| 351926 -         | 2006 SH411               | 30 settembre 2006 | Mt. Lemmon Survey |
| 351927 -         | 2006 SO411               | 17 settembre 2006 | CSS               |
| 351928 -         | 2006 TN4                 | 27 settembre 2006 | CSS               |
| 351929 -         | 2006 TH18                | 11 ottobre 2006   | Spacewatch        |
| 351930 -         | 2006 TM24                | 12 ottobre 2006   | Spacewatch        |
| 351931 -         | 2006 TR25                | 12 ottobre 2006   | Spacewatch        |
| 351932 -         | 2006 TF28                | 30 settembre 2006 | Mt. Lemmon Survey |
| 351933 -         | 2006 TV31                | 12 ottobre 2006   | Spacewatch        |
| 351934 -         | 2006 TS33                | 12 ottobre 2006   | Spacewatch        |
| 351935 -         | 2006 TD35                | 12 aprile 2004    | Spacewatch        |
| 351936 -         | 2006 TQ35                | 12 ottobre 2006   | Spacewatch        |
| 351937 -         | 2006 TO36                | 27 settembre 2006 | Mt. Lemmon Survey |
| 351938 -         | 2006 TA37                | 12 ottobre 2006   | Spacewatch        |
| 351939 -         | 2006 TW43                | 12 ottobre 2006   | Spacewatch        |
| 351940 -         | 2006 TC44                | 12 ottobre 2006   | Spacewatch        |
| 351941 -         | 2006 TN51                | 12 ottobre 2006   | Spacewatch        |
| 351942 -         | 2006 TE58                | 13 ottobre 2006   | Spacewatch        |
| 351943 -         | 2006 TB61                | 18 settembre 2006 | Spacewatch        |
| 351944 -         | 2006 TF72                | 11 ottobre 2006   | NEAT              |
| 351945 -         | 2006 TQ74                | 2 ottobre 2006    | CSS               |
| 351946 -         | 2006 TO80                | 13 ottobre 2006   | Spacewatch        |
| 351947 -         | 2006 TC81                | 13 ottobre 2006   | Spacewatch        |
| 351948 -         | 2006 TW81                | 13 ottobre 2006   | Spacewatch        |
| 351949 -         | 2006 TU84                | 13 ottobre 2006   | Spacewatch        |
| 351950 -         | 2006 TF85                | 13 ottobre 2006   | Spacewatch        |
| 351951 -         | 2006 TQ85                | 2 ottobre 2006    | Mt. Lemmon Survey |
| 351952 -         | 2006 TU85                | 4 ottobre 2006    | Mt. Lemmon Survey |
| 351953 -         | 2006 TA88                | 13 ottobre 2006   | Spacewatch        |
| 351954 -         | 2006 TK88                | 13 ottobre 2006   | Spacewatch        |
| 351955 -         | 2006 TC95                | 12 ottobre 2006   | Spacewatch        |
| 351956 -         | 2006 TJ99                | 1º ottobre 2006   | Spacewatch        |
| 351957 -         | 2006 TO102               | 28 settembre 2006 | Mt. Lemmon Survey |
| 351958 -         | 2006 TB113               | 1º ottobre 2006   | Becker, A. C.     |
| 351959 -         | 2006 TH113               | 1º ottobre 2006   | Becker, A. C.     |
| 351960 -         | 2006 TZ114               | 1º ottobre 2006   | Becker, A. C.     |
| 351961 -         | 2006 TQ117               | 3 ottobre 2006    | Becker, A. C.     |
| 351962 -         | 2006 TV122               | 12 ottobre 2006   | Spacewatch        |
| 351963 -         | 2006 TQ128               | 1º ottobre 2006   | Spacewatch        |
| 351964 -         | 2006 TG129               | 12 ottobre 2006   | NEAT              |
| 351965 -         | 2006 UV2                 | 16 ottobre 2006   | Spacewatch        |
| 351966 -         | 2006 UC7                 | 16 ottobre 2006   | CSS               |
| 351967 -         | 2006 UK7                 | 16 ottobre 2006   | CSS               |
| 351968 -         | 2006 UA13                | 17 ottobre 2006   | Mt. Lemmon Survey |
| 351969 -         | 2006 UR14                | 17 ottobre 2006   | Mt. Lemmon Survey |
| 351970 -         | 2006 UT19                | 16 ottobre 2006   | Spacewatch        |
| 351971 -         | 2006 UD28                | 16 ottobre 2006   | Spacewatch        |
| 351972 -         | 2006 UG30                | 16 ottobre 2006   | Spacewatch        |
| 351973 -         | 2006 UD45                | 25 settembre 2006 | Mt. Lemmon Survey |
| 351974 -         | 2006 UH56                | 19 settembre 2006 | CSS               |
| 351975 -         | 2006 UR59                | 29 agosto 2006    | CSS               |
| 351976 Borromini | 2006 UP64                | 23 ottobre 2006   | Casulli, V. S.    |
| 351977 -         | 2006 UB70                | 17 ottobre 1995   | Spacewatch        |
| 351978 -         | 2006 UZ83                | 17 ottobre 2006   | Spacewatch        |
| 351979 -         | 2006 UC85                | 17 ottobre 2006   | Mt. Lemmon Survey |
| 351980 -         | 2006 UG98                | 18 ottobre 2006   | Spacewatch        |
| 351981 -         | 2006 UR98                | 18 ottobre 2006   | Spacewatch        |
| 351982 -         | 2006 UR100               | 18 ottobre 2006   | Spacewatch        |
| 351983 -         | 2006 US107               | 18 ottobre 2006   | Spacewatch        |
| 351984 -         | 2006 UH125               | 19 ottobre 2006   | Spacewatch        |
| 351985 -         | 2006 UF131               | 2 ottobre 2006    | Mt. Lemmon Survey |
| 351986 -         | 2006 UV134               | 19 ottobre 2006   | Spacewatch        |
| 351987 -         | 2006 UK136               | 4 ottobre 2006    | Mt. Lemmon Survey |
| 351988 -         | 2006 UD156               | 21 ottobre 2006   | Mt. Lemmon Survey |
| 351989 -         | 2006 UF179               | 16 ottobre 2006   | CSS               |
| 351990 -         | 2006 UJ179               | 16 ottobre 2006   | CSS               |
| 351991 -         | 2006 UX183               | 28 settembre 2006 | CSS               |
| 351992 -         | 2006 UA188               | 19 ottobre 2006   | CSS               |
| 351993 -         | 2006 UG188               | 19 ottobre 2006   | CSS               |
| 351994 -         | 2006 US190               | 19 ottobre 2006   | CSS               |
| 351995 -         | 2006 UZ191               | 19 ottobre 2006   | CSS               |
| 351996 -         | 2006 UK192               | 19 ottobre 2006   | CSS               |
| 351997 -         | 2006 UA194               | 20 ottobre 2006   | Spacewatch        |
| 351998 -         | 2006 UF203               | 22 ottobre 2006   | NEAT              |
| 351999 -         | 2006 UF208               | 23 ottobre 2006   | Spacewatch        |
| 352000 -         | 2006 UL210               | 23 ottobre 2006   | Spacewatch        |